# Katharina Müller-Elmau
 Katharina Müller-Elmau (n. 13 septembrie 1965, Göttingen) este o actriță și muziciană germană.

## Date biografice
Katharina s-a născut într-o familie de actori de teatru, bunicul ei a fost  Eberhard Müller-Elmau, iar tatăl ei Raidar Müller-Elmau, care a devenit cunoscut prin serialul Immenhof. Unchiul ei  Markwart Müller-Elmau a fost de asemenea actor, la fel ca și fratele ei, Alexander Müller-Elmau. 
Între anii 1988 - 1997 este angajată la teatrul  Bayerischen Staatsschauspiel, unde a lucrat împreună cu regizorii   Robert Lepage, Martin Kušej, Matthias Hartmann, August Everding și Jérôme Savary. Paralel cu actoria ea a studiat și muzică, ulterior compune muzică pentru diferite filme.

## Filmografie (selectată)
- 1986: Reschkes großer Dreh (serial)
- 1986: Losberg (serial)
- 1988: Drei D (film)
- 1990: Eine Wahnsinnsehe
- 1991: Comedy Street
- 1992: Kalle, der Träumer (film scurt)
- 1994: Herr Paul
- 1995: Patricias Geheimnis
- 1995: Japaner sind die besseren Liebhaber
- 1997: Die Unzertrennlichen (serial)
- 1997: Der Mordsfilm (serial, episod Tod eines Callgirls)
- 1997: Der Doppelgänger
- 1997: Der Große Lacher (Kurzfilm)
- 1998: Eine Ungehorsame Frau
- 1999: Paul und Clara – Liebe vergeht nie
- 2000: Crazy (film)
- 2000: Marlene (film)
- 2001: Herz im Kopf (film)
- 2002: Herzen in Fesseln
- 2002: Tanners letzte Chance
- 2003: Tatort – Das Phantom
- 2004: Ein Baby zum Verlieben
- 2004: Unter weißen Segeln – Urlaubsfahrt ins Glück
- 2005: In Liebe eine Eins
- 2005: Mein Vater, seine Neue und ich
- 2005: Liebe nach dem Tod
- 2005: Der Alte – Die verdammte Lüge
- 2006: Rettet die Weihnachtsgans
- 2006: Liebes Leid und Lust
- 2007: Die Verzauberung
- 2009: Nichts als Ärger mit den Männern
- 2009: Schutzlos
- 2009: Tatort – Bittere Trauben
- 2010: Vincent will Meer (film)
- 2010: Tatort – Nie wieder frei sein
- 2010: Kreutzer kommt
- 2011: Die Trödelqueen – Gelegenheit macht Liebe
- 2011: Föhnlage. Ein Alpenkrimi
- 2011: Das dunkle Nest
- 2011: Der Alte – Schleichendes Gift
- 2011: Hubert und Staller – Bauernfänger
- 2011: Mein eigen Fleisch und Blut
- 2012: Der Staatsanwalt – Gefangen und erpresst
- 2012: Doppelgängerin
- 2012: Der Cop und der Snob (serial
- 2012: Ein Fall für zwei – Letzte Worte
- 2012: Nägel mit Köppen
- 2013: Wie Tag und Nacht
- 2013: Die letzte Instanz (ZDF)